# Tomatlán (Jalisco)
Tomatlán è un comune del Messico, situato nello stato di Jalisco.